# Loxopholis snethlageae
Loxopholis snethlageae — вид ящірок родини гімнофтальмових (Gymnophthalmidae). Ендемік Бразилії. Вид названий на честь німецько-бразильської орнітологині Марії Емілії Снетляге.

## Поширення і екологія
Loxopholis snethlageae мешкають на північному заході Бразильської Амазонії, в басейнах річок Солімойнс і Уруку в штаті Амазонас. Вони живуть у вологих тропічних лісах.